# الاستدامة في دبي
الاستدامة أو التنمية المستدامة هي التنمية التي تفي بإحتياجات الحاضر دون الإضرار بقدرة أجيال المستقبل على الوفاء بإحتياجاتها الخاصة والمستقبلية (اللجنة العالمية المعنية بالبيئة والتنمية،1987) وهي تفترض حفظ الأصول الطبيعية لأغراض النمو والتنمية في المستقبل وتأتي أهمية التنمية المستدامة في متابعة التغييرات على مستوى العالم وكيف يمكن للجميع أن يواجه أو يتأقلم مع هذه التغييرات، مثل تغير المناخ ونقص الموارد وفقدان التنوع البيولوجي والصراع وغيرها.
دبي هي مدينة في دولة الإمارات العربية المتحدة وتُعرف بأنها واحدة من أسرع المدن نمواً في العالم. وقد أدى هذا التحضر السريع إلى العديد من القضايا البيئية، بسبب قسوة البيئة، وندرة الموارد المحلية مثل الغذاء والماء ومواد البناء، وطريقة التوسع غير المخطط لها.

## الماء
إحدى القضايا البيئية الرئيسية في دبي هي ندرة المياه. تعتبر دبي من بين المدن التي لديها أدنى مستويات هطول الأمطار. وفي الوقت نفسه، صنفت الإمارة من بين الدول الثلاث الأولى في استخدام المياه، إلى جانب الولايات المتحدة وكندا. وبسبب هذا الصراع الأساسي، تأتي المياه في دبي بشكل رئيسي من تحلية مياه البحر كثيفة الاستهلاك للطاقة.
وبما أن تغير المناخ وانبعاثات غازات الدفيئة الناجمة عن الأنشطة البشرية تسببت بشكل متزايد في أنماط مناخية مشوهة وهطول أمطار لا يمكن التنبؤ به، فإن المزارعين لا يستطيعون الوصول إلى مصادر مياه موثوقة للري. ونتيجة لذلك، تتأثر أسعار المواد الغذائية. أدى الازدهار الاقتصادي والنمو السكاني الناتج عن اكتشاف النفط في دولة الإمارات العربية المتحدة (1958) إلى زيادة الطلب على المياه مما أدى في النهاية إلى نقص المياه. وفي الماضي، اعتمدت دولة الإمارات العربية المتحدة على تحلية المياه للاستجابة لهذه الزيادة في الطلب. كانت هناك محاولات لتقليل الطلب على المياه في دولة الإمارات العربية المتحدة، مثل زيادة رسوم استخدام المياه.
ومن أجل الحد من الطلب على الكهرباء والمياه واستخدامها، ارتفعت الأسعار بشكل كبير بالنسبة للمقيمين في دبي. هناك العديد من التطورات الجاري تنفيذها في دبي لتعظيم الاستفادة من المياه المتاحة، مثل المدينة المستدامة، وهو مشروع سكني حيث يتم إعادة تدوير المياه والنفايات ويدفع السكان إيجارًا مشابهًا للتطورات القريبة الأخرى. كما يشترط أن تحتوي المباني الجديدة على سخانات مياه تعمل بالطاقة الشمسية. وقد انخفض استهلاك الفرد من المياه والكهرباء مع استمرار الزيادة السكانية في دبي، وهو أمر يبشر بالخير لجهود الاستدامة التي يتم بذلها. وتشمل الجهود الأخيرة لمعالجة انخفاض مستويات هطول الأمطار خبراء الأرصاد الجوية في المركز الوطني للأرصاد الجوية والزلازل في دبي الذين يقومون بمراقبة السحب وإرسال الطيارين لتزويدهم ببلورات الملح لزيادة إنتاجهم من المطر إلى أقصى حد.
كما تعتبر دبي واحدة من المدن التي تحتل الصدارة عالميا في مجال استخدام المياه المعاد تدويرها بالكامل تقريبا، حيث تصل نسبة إعادة استخدام المياه المعالجة 90% جيث يمثل استخدام المياه المعاد تدويرها مصدراً بديلاً عن المياه المحلاة والمياه الجوفية وتساهم عملية استخدام المياه المعاد تدويرها بشكل كبير في تقليل استنزاف المياه الجوفية .وتساهم المياه المعاد تدويرها في توفير ما يقارب 2 مليار درهم سنوياً.ويقدر إجمالي كميات المياه المعاد تدويرها من قبل بلدية دبي بمايزيد عن 4.5 مليار متر مكعب خلال الفترة من 1980 حتى 2022 ومن المتوقع تضاعف الرقم ليتجاوز 8 مليارات متر مكعب بحلول 2030.

## الطاقة
تعتبر دبي مستهلكًا رئيسيًا للكهرباء. المصدر الرئيسي للكهرباء هو الغاز الطبيعي، لأنه أرخص من البدائل. تعتمد العديد من المباني المعزولة على كميات كبيرة من طاقة الوقود الأحفوري لدعم احتياجاتها الكبيرة من الإضاءة والتبريد. ولكن دبي اعتمدت على توظيف مزيج الطاقة الصديق للبيئة والذي يتفرّع وفق النسب التالية:
- الطاقة الشمسية بنسبة 25%
- الطاقة النووية بنسبة 7%
- الفحم النظيف بنسبة 7%
- الغاز بنسبة 61% بحلول عام 2030

وسيتم زيادة المزيج تدريجياً ليصل إلى نسبة 75% بحلول عام 2050 كما سيتم تفعيل آليات توليد الطاقة من النفايات من خلال توظيف أحدث ما وصلت إليه التكنولوجيا، والتي سيتم من خلالها تحويل 80% من النفايات في الإمارة إلى طاقة بحلول عام 2030.

## المجلس الأعلى للطاقة
يعمل المجلس الأعلى للطاقة على تنظيم قطاع الطاقة وتطوير السياسات الخاصة بها وتحقيق استدامتها عن طريق تطوير مصادر الطاقة الصديقة للبيئة والمتجددة في إمارة دبي بالإضافة لزيادة كفاءة الطاقة وترشيد الطلب عليها والمساهمة في تحقيق الاستدامة البيئية ، ويقوم المجلس بوضع سياسات وتنظيمات لتحسين وتطوير ادارة الطلب على الطاقة في في مجالات الطاقة والمياه، ووقود النقل، وتتضمن جهود المجلس:
- تطبيق اجراءات تهدف إلى زيادة فعالية الطاقة وتقليل الطلب عليها
- دراسة وتقييم معدلات استهلاك الطاقة
- وضع مخطط لاستهلاك الطاقة في الإمارة
- استحداث تقنيات تساعد على تخفيض استهلاك الطاقة والمياه والوقود

## هيئة البيئة والتغير المناخي بدبي
وجّه الشيخ محمد بن راشد آل مكتوم بإنشاء هيئة البيئة والتغير المناخي بدبي، بهدف ترسيخ ممارسات الاستدامة في مختلف القطاعات، وصون التنوّع الحيوي، وتوسيع رقعة المحميات والمساحات الخضراء في الإمارة، ودعم مقومات الاقتصاد الأخضر وتعزيز دور دبي الإيجابي المؤثر في مجال العمل المناخي، والعمل على الحد من التداعيات العالمية للتغير المناخي.

## التطوير
ومن بين أكبر المشاكل التي تواجه دبي هو أسلوب توسعها السريع وغير المخطط له. وظهرت تحديات أخرى نتيجة للتوسع السريع، مثل أنظمة معالجة مياه الصرف الصحي التي فشلت في مواكبة التطور.
وفي عام 2024 أطلقت «بلدية دبي» «نظام ناقل»، الذي يعد بمثابة نقلة نوعية في إدارة وتشغيل مركبات الصرف الصحي، الذي يهدف إلى تعزيز كفاءة قطاع الصرف الصحي في الإمارة،ومن أهم مزايا النظام، وجود برنامج تحليل مياه الصرف الصحي عبر الإنترنت، حيث يضمن مراقبة جودة مياه الصرف الصحي بشكل مستمر وفي الوقت الفعلي، ويتيح إمكانية متابعة وتحليل جودة المياه الداخلة والخارجة من المحطات، ما يضمن معالجة المياه، و يسهم في تقليل الأثر البيئي من خلال تحسين عمليات معالجة المياه.

## المشاكل المستقبلية
في المستقبل، سوف تصبح ظاهرة الاحتباس الحراري مشكلة أكبر، وقد تكون هذه مشكلة كبيرة بالنسبة لدبي، لأن المراكز السكانية في البلاد تقع على طول الساحل. يمكن أن يؤدي ارتفاع منسوب البحار إلى فيضانات، مما يخلق مشكلة للمدينة، حيث لن يكون لديها سوى موارد قليلة لمواجهة هذه المشكلة.

## مشاريع ومبادرات دبي للتنمية المستدامة
تسعى دبي لتعزيز التنمية المستدامة حيث اتخذت العديد المبادرات للحد من بصمتها الكربونية ورفع كفاءة الطاقة وتعزيز استخدام مصادر الطاقة المتجددة، وقد أطلقت العديد من المشاريع الريادية للطاقة النظيفة والمتجددة مثل:

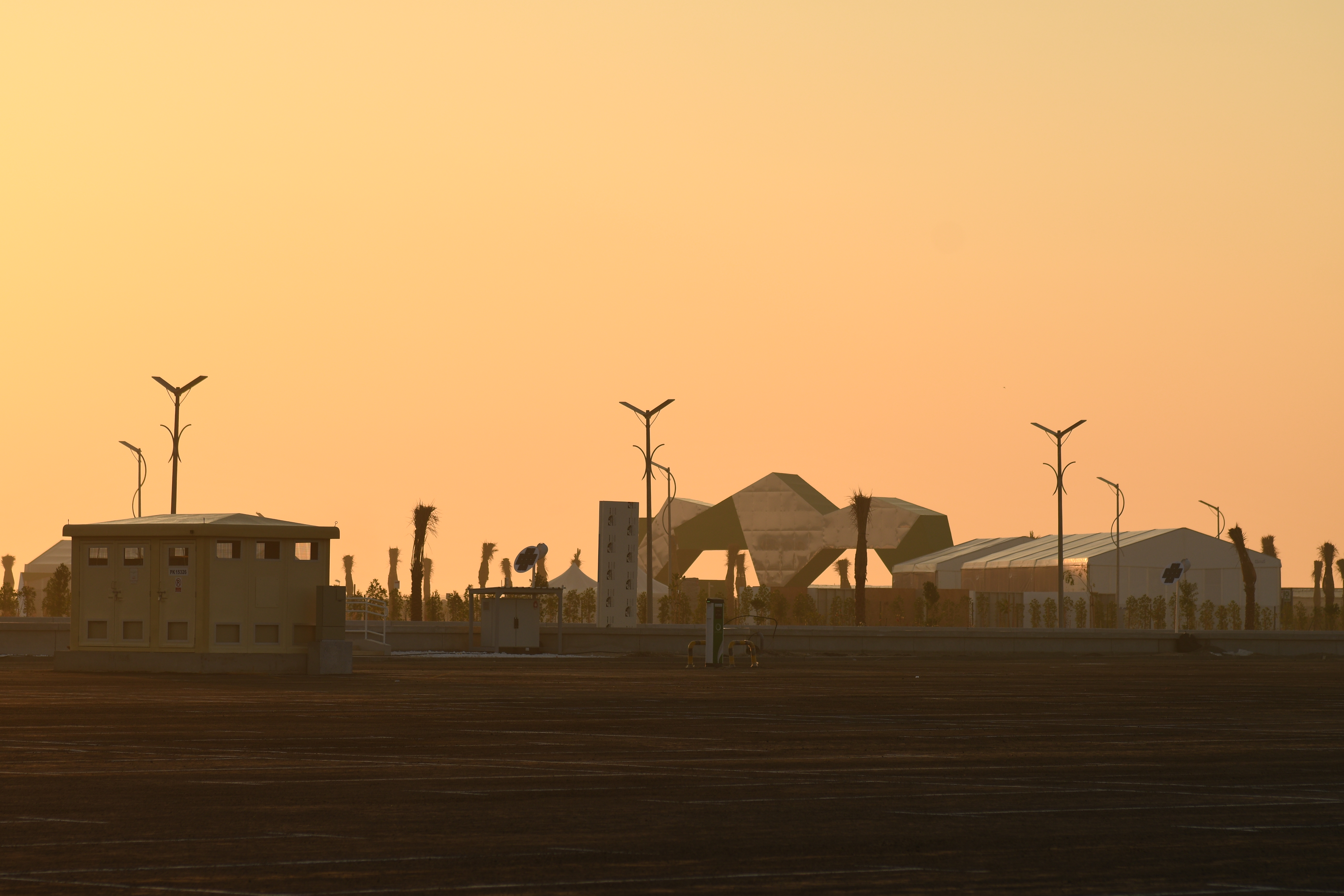
مجمع محمد بن راشد آل مكتوم للطاقة الشمسية

### مجمع محمد بن راشد آل مكتوم للطاقة الشمسية
تم إنشاء مجمع محمد بن راشد آل مكتوم للطاقة الشمسية تحت إشراف هيئة كهرباء ومياه دبي وهو مبادرة طموحة تهدف إلى توليد 5000 ميغاواط من الطاقة النظيفة بحلول عام 2030.ويعد أكبر مجمع للطاقة الشمسية في موقع واحد وفق نظام المنتج المستقل على الصعيد العالمي وسيساهم المجمع عند اكتماله في خفض أكثر من 6.5 مليون طن من الانبعاثات الكربونية سنوياً.

### استراتيجية دبي للطاقة النظيفة 2050
تسعى استراتيجية دبي للطاقة النظيفة 2050 إلى تحقيق 75% من طاقة المدينة من مصادر نظيفة بحلول عام 2050 وذلك من خلال عدة مشاريع أهمها :
- خارطة طريق: تهدف إلى جعل وسائل النقل العام خالية من الانبعاثات الكربونية بحلول عام 2050
- نموذج ديوا: يدعم نموذج ديوا إنجازات ونجاحات إمارة دبي.
- توليد الطاقة من النفايات: من خلال توظيف آخر تطورات التكنولوجيا في تحويل 80% من النفايات في دبي إلى طاقة بحلول عام 2030
- بطاريات متطورة:حيث قدم مركز البحوث والتطوير براءة اختراع لبطاريات متطورة بتكلفة تصنيع أقل وأداء أفضل للبطارية

### قانون المباني الخضراء أو السعفات
تعتبر “السعفات” في دبي أحدث مبادرة في التطوير المستدام حيث أصبحت “مواصفات المباني الخضراء” لبلدية دبي أولاً إلزامية للمباني الحكومية الجديدة في عام 2010و إلزامية لمطوري جميع المباني الجديدة. وتركز هذه اللوائح على التأكد من الطريقة التي يتم بها تشييد المباني، وآلية عملها بعد أن يتم بناؤها، واتباع هذه المعايير ينبع من اعتبارات الاستدامة مثل استخدام المواد الشمسية العاكسة وإدراج النباتات أو الجدران “الخضراء” كعناصر معمارية صديقة للبيئة، وهذا ما يؤدي إلى ترشيد استهلاك الطاقة، وزيادة كفاءة الأنظمة الكهربائية والميكانيكية و انبعاثات الكربون.

### تشجيع السكان والمؤسسات التجارية على تبني ممارسات صديقة للبيئة
وذلك من خلال تقديم العديد من خدمات البيئة والاستدامة ومن هذه الخدمات، إدارة النفايات وإعادة تدويرها، وبرامج الحفاظ على المياه والطاقة، ولوائح المباني الخضراء، وحملات التوعية البيئية، كما تقدم الدعم اللازم لتطوير حلول قطاع النقل المستدام مثل السيارات الكهربائية وشبكة النقل العام الواسعة.

### المدينة المستدامة – دبي
بلغت تكلفة تطويرالمدينة المستدامة والكائنة في دبي لاند 1.1 مليار درهم . أنشئت في عام 2015 وتمتد على مساحة تزيد عن 5 ملايين قدم مربع، وتركز على الاستدامة الاجتماعية والاقتصادية والبيئية، كما تغطي جميع الجوانب للحفاظ على الطاقة وتوفير نمط حياة صحي لسكانها.حيث تضم منازلها الألواح الشمسية على السطح،وتؤمن الكثير من المساحات الخضراء، والمناطق الخالية من السيارات والأجهزة الموفرة للطاقة وبيوت زجاجية طبيعية “بيولوجية” ومزارع عضوية وحدائق فردية لإنتاج الأغذية المحلية.

### استراتيجية دبي للمعاملات اللاورقية
عملت دبي على بناء مستقبل خال من الورق في عام 2021، مما يلغي أكثر من مليار قطعة من الورق تستخدم في المعاملات الحكومية سنويًا.

### شمس دبي
تهدف مبادرة "شمس دبي" إلى تشجيع أصحاب المباني والمنازل لتركيب لوحات كهروضوئية على الأسطح لإنتاج الكهرباء من الطاقة الشمسية وربطها بشبكة الهيئة. ويتم استهلاك الطاقة المنتجة محلياً داخل المبنى مع تصدير الفائض إلى شبكة الهيئة.

#### مشروع "واحة الاستدامة الذكية"
أنشأت بلدية دبي أول مركز متخصص لتجميع المواد القابلة لإعادة التدوير بمركز المنارة في إمارة دبي ضمن مشروع "واحة الاستدامة الذكية" 

### خطة دبي الحضرية 2040
في 2021أطلق الشيخ محمد بن راشد آل مكتوم، "خطة دبي الحضرية 2040"، ووجه بأن تكون دبي المدينة الأفضل للحياة في العالم.
ومن أبرز أهداف الخطة:
- تركيز التنمية حول خمسة مراكز حضرية رئيسة، ثلاثة منها قائمة في منطقتي ديرة وبر دبي، والخليج التجاري ووسط المدينة، ومنطقة المارينا وأبراج بحيرات جميرا؛ إضافة إلى مركزين جديدين هما: مركز إكسبو 2020، ومركز واحة دبي للسيليكون.
- رفع كفاءة استغلال الموارد
- تطوير مجتمعات حيوية وصحية،
- توفير خيارات تنقل مستدامة ومرنة مثل النقل الجماعي، والمشي، واستخدام الدراجات الهوائية ووسائل التنقل المرنة،
- رفع كفاءة استخدام الأراضي لدعم الأنشطة الاقتصادية
- تعزيز الاستدامة البيئية
- الحفاظ على المميزات الطبيعية والمبنية، وصون التراث الثقافي والعمراني
- تطبيق التشريعات والحوكمة التخطيطية.

### مبادرة دبي تبادر للاستدامة
مبادرة دبي تبادر للاستدامة لتسليط الضوء على أهمية تقليل استهلاك البلاستيك وخاصةً العبوات البلاستيكية ذات الاستعمال الواحد، ومن الطرق التي تطمح دبي من خلالها تحقيق أهداف مبادرة دبي تبادر توزيع أجهزة مياه الشرب وفرض الرسوم على المواد البلاستيكية ذات الاستعمال الواحد واستخدام المواد الصديقة للبيئة.

### جائزة دبي الدولية لأفضل ممارسات التنمية المستدامة
تهدف الجائزة إلى تقدير الممارسات العالمية المبتكرة التي تحدث أثراً إيجابياً وتحسن جودة الحياة للنهوض بمدن المستقبل.
تأسست عام 1995 بتوجيهات من  الشيخ مكتوم بن راشد آل مكتوم، خلال المؤتمر الدولي للأمم المتحدة للمستوطنات البشرية الذي عقد في دبي، تقديراً لأفضل ممارسات التنمية المستدامة في هذا المجال.
وتضم الجائزة خمس فئات هي:
- جائزة أفضل الممارسات في مجال التجديد الحضري والأماكن العامة
- جائزة أجمل مبنى مبتكر وأيقوني
- جائزة أفضل الممارسات في مجال الحفاظ على نظم الأغذية الحضرية
- جائزة أفضل الممارسات في معالجة التغير المناخي والحد من التلوث
- جائزة أفضل الممارسات في مجال تخطيط وإدارة البنية التحتية الحضرية.

### دبي تنضم إلى المبادرة العالمية لمدن أهداف التنمية المستدامة
في 2024 انضمت دبي إلى المبادرة العالمية لمدن أهداف التنمية المستدامة، وذلك عبر توقيع اتفاقيةمن خلال دبي الرقمية.وبإشراف 13 جهة حكومية، تسعى دبي لتحقيق أهداف التنمية المدرجة من قبل الأمم المتحدة لعام 2030، مع التركيز على تطبيق أهم الممارسات العالمية وتطوير استراتيجيات لتحسين جودة الحياة والحفاظ على البيئة.
وتتضمن المبادرة سبعة بنود رئيسية هي:
- تحسين جودة الحياة
- تعزيز الاستدامة البيئية
- دعم الاقتصاد الأخضر
- تعزيز التعاون بين مختلف الجهات
- تطوير إطار متكامل لرصد الأداء الحضري وقياس أداء الإمارة في مجال الاستدامة الحضرية
- الحصول على شهادات أهداف التنمية المستدامة لتؤكد التزامها بالمعايير المساهمة في تحقيق تنمية مستدامة.
- تقرير المراجعات المحلية الطوعية "VLR"كجزء من الالتزام بمبادئ الشفافية والمساءلة في تحقيق أهداف التنمية المستدامة